# 愛媛県道151号関屋今井線
愛媛県道151号関屋今井線（えひめけんどう151ごう せきやいまいせん）は、愛媛県西条市を通る一般県道である。

## 概要
- 総延長：8.0 km
- 起点：西条市丹原町関屋（愛媛県道152号寺尾重信線交点）
- 終点：西条市丹原町今井（今井交差点）

## 歴史
- 1958年（昭和33年）6月27日 - 愛媛県告示第566号により、本路線を整理番号34番として県道に認定される[1]。
- 1972年（昭和47年）3月16日 - 愛媛県が愛媛県道151号関屋今井線として認定。

## 地理

### 通過する自治体
- 西条市

### 交差する道路
- 愛媛県道48号壬生川丹原線
- 愛媛県道147号石鎚丹原線
- 愛媛県道150号徳能伊予三芳停車場線
- 愛媛県道152号寺尾重信線

### 沿線にある施設など
- 西条市立徳田小学校
- 西条市立田滝小学校
- 徳田公民館
- JA周桑 徳田支所